# 2000年シドニーオリンピックのブラジル選手団
2000年シドニーオリンピックのブラジル選手団（2000ねんシドニーオリンピックのブラジルせんしゅだん）は、2000年9月15日から10月1日にかけてオーストラリアのニューサウスウェールズ州シドニーで開催された2000年シドニーオリンピックのブラジル選手団、およびその競技結果。

## 概要
今大会は銀メダル6個、銅メダル6個の合計12個のメダルを獲得した。

## メダル
| メダル | 選手名                                                                                | 競技 | 種目                   |
| ------ | ------------------------------------------------------------------------------------- | ---- | ---------------------- |
| 銀     | ビセンチ・デ・リマ エジソン・リベイロ アンドレ・ダ・シルバ クラウディネイ・ダ・シルバ | 陸上 | 男子4×100mリレー       |
| 銅     | フェルナンド・シェーラー グスタボ・ボルゲス カルロス・ジェイム エドバルド・バレリオ   | 競泳 | 男子4×100m自由形リレー |
| 銀     | ティアゴ・カミロ                                                                      | 柔道 | 男子73kg以下級         |
| 銀     | カルロス・オノラト                                                                    | 柔道 | 男子90kg以下級         |